# 72. ročník udílení Zlatých glóbů
72. ročník udílení Zlatých glóbů se konal 11. ledna 2015 v hotelu Beverly Hilton v Beverly Hills, Los Angeles. Galavečer již potřetí moderovala dvojice komediálních hereček Tina Fey a Amy Poehlerová. Hollywoodská asociace zahraničních novinářů vyhlásila nominace 11. prosince 2014. Miss Golden Globe se stala dcera držitele Zlatého glóbu a představitele seriálového Frasiera Kelseyho Grammera Greer Grammer. Cenu Cecila B. DeMilla za celoživotní přínos filmovému průmyslu získal režisér, producent, scenárista a herec George Clooney.

## Nominovaní

### Filmové počiny
| Nejlepší film (drama) | Nejlepší film (muzikál nebo komedie) |
| --- | --- |
| - Chlapectví - Hon na lišku - Kód Enigmy - Selma - Teorie všeho | - Grandhotel Budapešť - Birdman - Čarovný les - Miluj souseda svého - Pride |
| Nejlepší herec (drama) | Nejlepší herečka (drama) |
| - Eddie Redmayne – Teorie všeho - Steve Carell – Hon na lišku - Benedict Cumberbatch – Kód Enigmy - Jake Gyllenhaal – Slídil - David Oyelowo – Selma                | - Julianne Moore – Pořád jsem to já - Jennifer Aniston – Gravitace - Felicity Jones – Teorie všeho - Rosamund Pike – Zmizelá - Reese Witherspoonová – Divočina |
| Nejlepší herec (muzikál nebo komedie) | Nejlepší herečka (muzikál nebo komedie) |
| - Michael Keaton – Birdman - Ralph Fiennes – Grandhotel Budapešť - Bill Murray – Miluj svého souseda - Joaquin Phoenix – Skrytá vada - Christoph Waltz – Big Eyes   | - Amy Adams – Big Eyes - Emily Bluntová – Čarovný les - Helen Mirren – Láska na kari - Julianne Moore – Mapy ke hvězdám - Quvenzhané Wallis – Annie |
| Nejlepší herec ve vedlejší roli | Nejlepší herečka ve vedlejší roli |
| - J. K. Simmons – Whiplash - Robert Duvall – Soudce - Ethan Hawke – Chlapectví - Edward Norton – Birdman - Mark Ruffalo – Hon na lišku                              | - Patricia Arquette – Chlapectví - Jessica Chastainová – Válka bez pravidel - Keira Knightley – Kód Enigmy - Emma Stoneová – Birdman - Meryl Streep – Čarovný les |
| Nejlepší režie | Nejlepší scénář |
| - Richard Linklater – Chlapectví - Wes Anderson – Grandhotel Budapešť - Ava Duvernay – Selma - David Fincher – Zmizelá - Alejandro González Iñárritu – Birdman      | - Alejandro González Iñárritu – Birdman - Wes Anderson – Grandhotel Budapešť - Gillian Flynnová – Zmizelá - Nicolás Giacobone, Alexander Dinelaris, Armando Bo, Richard Linklater – Chlapectví - Graham Moore – Kód Enigmy |
| Nejlepší hudba | Nejlepší filmová píseň |
| - Jóhann Jóhannsson – Teorie všeho - Alexandre Desplat – Kód Enigmy - Trent Reznor, Atticus Ross – Zmizelá - Antonio Sanchez – Birdman - Hans Zimmer – Interstellar | - „Glory“ – Selma; hudba a text John Legend, Common - „Big Eyes“ – Big Eyes; hudba a text Lana Del Rey, Daniel Heath - „Mercy Is“ – Noe; hudba a text Patty Smith, Lenny Kaye - „Opportunity“ – Annie; hudba Greg Kurstin, Sia Furler, text Sia Furler, Will Gluck - „Yellow Flicker Beat“ – Hunger Games: Síla vzdoru 1. část; hudba Joel Little, Ella Maria Lani Yelich-O'Connor (a.k.a. Lorde), text Ella Maria Lani Yelich-O'Connor |
| Nejlepší animovaný film | Nejlepší cizojazyčný film |
| - Jak vycvičit draka 2 - Kniha života - LEGO příběh - Škatuláci - Velká šestka                                                                                      | - Leviatan; Rusko – režie Andrej Zvjagincev - Gett; Izrael – režie Ronit Elkabetz, Shlomi Elkabetz - Ida; Polsko, Dánsko – režie Paweł Pawlikowski - Mandarinky; Estonsko – režie Zaza Urushadze - Vyšší moc; Švédsko – režie Ruben Östlund |

### Televizní počiny
| Nejlepší seriál (drama) | Nejlepší seriál (muzikál nebo komedie) |
| --- | --- |
| - Aféra - Dobrá manželka - Dům z karet - Hra o trůny - Panství Downton                                                                                       | - Transparent - Girls - Jane the Virgin - Holky za mřížemi - Silicon Valley |
| Nejlepší herec (drama) | Nejlepší herečka (drama) |
| - Kevin Spacey – Dům z karet - Clive Owen – Knick: Doktoři bez hranic - Liev Schreiber – Ray Donovan - James Spader – Černá listina - Dominic West – Aféra   | - Ruth Wilson – Aféra - Claire Danes – Ve jménu vlasti - Viola Davis – Vražedná práva - Julianna Margulies – Dobrá manželka - Robin Wright – Dům z karet                           |
| Nejlepší herec (muzikál nebo komedie) | Nejlepší herečka (muzikál nebo komedie) |
| - Jeffrey Tambor – Transparent - Louis C.K. – Rozvedený se závazky - Don Cheadle – Profesionální lháři - Ricky Gervais – Derek - William H. Macy – Shameless | - Gina Rodriguez – Jane the Virgin - Lena Dunham – Girls - Edie Falco – Sestřička Jackie - Julia Louis-Dreyfus – Viceprezident(ka) - Taylor Schilling – Holky za mřížemi           |
| Nejlepší herec (mini-seriál nebo TV film) | Nejlepší herečka (mini-seriál nebo TV film) |
| - Billy Bob Thornton – Fargo - Martin Freeman – Fargo - Woody Harrelson – Temný případ - Matthew McConaughey – Temný případ - Mark Ruffalo – Stejná srdce    | - Maggie Gyllenhaal – Ctihodná žena - Jessica Lange – American Horror Story - Frances McDormandová – Olive Kitteridgeová - Frances O'Connor – The Missing - Allison Tolman – Fargo |
| Nejlepší herec ve vedlejší roli | Nejlepší herečka ve vedlejší roli |
| - Matt Bomer – Stejná srdce - Alan Cumming – Dobrá manželka - Colin Hanks – Fargo - Bill Murray – Olive Kitteridgeová - Jon Voight – Ray Donovan             | - Joanne Froggatt – Panství Downton - Uzo Aduba – Holky za mřížemi - Kathy Bates – American Horror Story - Allison Janney – Máma - Michelle Monaghan – Temný případ                |
| Nejlepší miniseriál nebo TV film | |
| - Fargo - Olive Kitteridgeová - Stejná srdce - Temný případ - The Missing                                                                                    | |

### Zvláštní ocenění

#### Cena Cecila B. DeMilla
- George Clooney